# Turbonilla laevis
Turbonilla laevis är en snäckart som först beskrevs av C. B. Adams 1850.  Turbonilla laevis ingår i släktet Turbonilla och familjen Pyramidellidae. Inga underarter finns listade i Catalogue of Life.